# 等核分子
等核分子(Homonuclear molecule)は、1種類の元素のみからなる分子である。原子の数は様々である。元素が構成する分子の大きさは元素の性質に依存し、複数種類の大きさの分子を構成する元素もある。最も一般的な等核分子は、2つの原子からなる二原子分子であるが、全ての二原子分子が等核分子であるわけではない。等核二原子分子には、水素分子(H2)、酸素分子(O2)、窒素分子(N2)、そして全てのハロゲンが含まれる。オゾン(O3)は等核三原子分子である。等核四原子分子には、ヒ素(As4)やリン(P4)がある。
同素体は、（他の元素を含まない）同じ元素の異なった化学形態である。その意味で、同素体は全て等核分子である。多くの元素が複数の同素体を持つ。酸素は、最も一般的な気体状の酸素分子やオゾンの他に他の同素体も持つ。硫黄は、二原子(S2)、三原子(S3)、六原子(S6)、八原子(S8)等、含む硫黄原子の数が異なる複数の同素体を持つが、最初の3つは希少である。炭素原子はダイヤモンドやグラファイト等、多くの同素体を持つことで知られている。
金属中の1種類の原子のクラスターが1つの分子と考えられることもある。